# Bazaruto Facula
La Bazaruto Facula è una struttura geologica della superficie di Titano.